# Michel Gondry

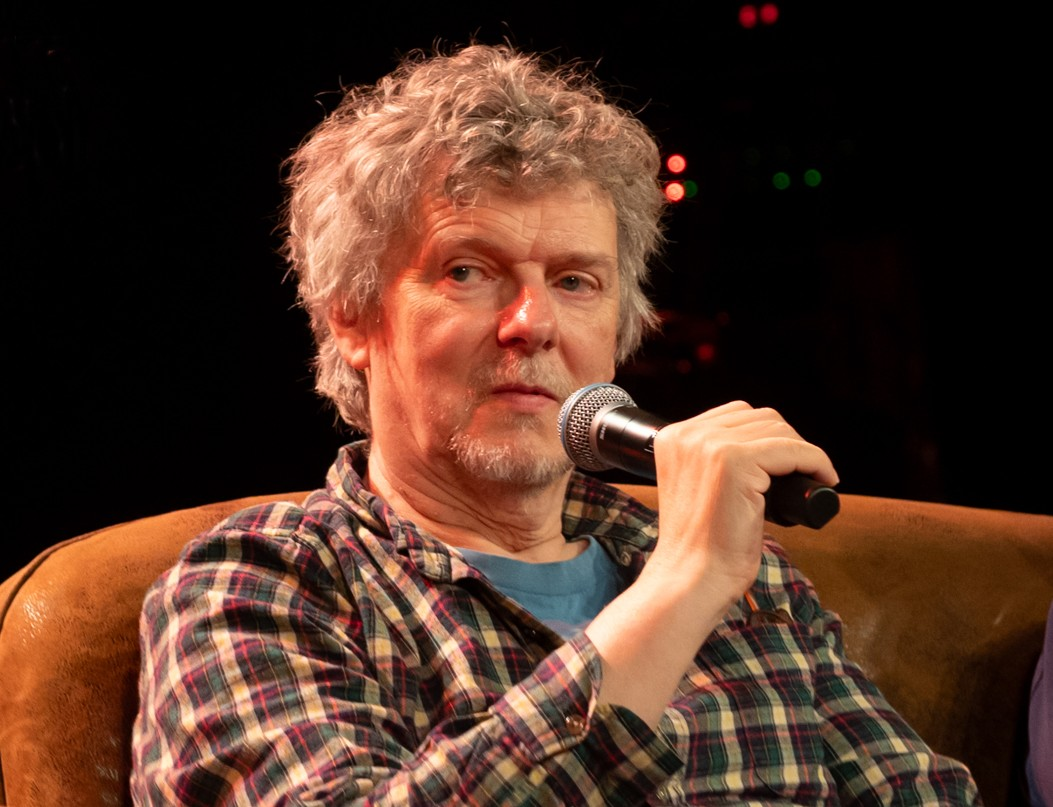
Michel Gondry (2025)

Michel Gondry (anhörenⓘ; * 8. Mai 1963 in Versailles) ist ein französischer Film-, Werbespot- und Musikvideo-Regisseur sowie Drehbuchautor und Produzent. Gemeinsam mit Charlie Kaufman und Pierre Bismuth wurde er 2005 für sein Drehbuch zum Film Vergiss mein nicht! mit dem Oscar für das beste Originaldrehbuch ausgezeichnet.

## Leben und Wirken
Der Großvater von Michel Gondry, Constant Martin (1910–1995), war der Erfinder der Clavioline, eines Vorläufers der heutigen Synthesizer. Gondrys Vater war Elektroniker und Informatiker. Er selbst hat einen Abschluss an der heutigen École nationale supérieure des arts appliqués et des métiers d’art (L’ENSAAMA).
Seine ersten Videos drehte er für die französische Band Oui oui, bei der er selbst Schlagzeug spielte. Der internationale Durchbruch gelang ihm 1993 mit dem Video zu Björks Single Human Behaviour. Bei vielen seiner frühen Projekte arbeitete er mit Jean-Louis Bompoint zusammen.
Michel Gondry hat sich über die Musikszene hinaus mit innovativen Musikvideos einen Namen gemacht. Er inszenierte Videos unter anderem für Björk, Sinéad O’Connor, The Rolling Stones, The White Stripes, The Chemical Brothers, Kylie Minogue, Daft Punk, Radiohead, Massive Attack, Neneh Cherry, Sheryl Crow, Beck, Foo Fighters, Wyclef Jean, Steriogram, Lacquer, Metronomy.
Die erste Regie bei einer Spielfilmproduktion führte Gondry bei Human Nature (2001). Das Drehbuch zu diesem wie auch zum nächsten Film Gondrys, Vergiss mein nicht!, stammte von Charlie Kaufman. Das Drehbuch, an dem auch Gondry und Pierre Bismuth mitarbeitete, wurde 2005 mit dem Oscar ausgezeichnet. Erstmals allein ein Drehbuch schrieb Gondry für die Tragikomödie Science of Sleep – Anleitung zum Träumen (2006), bei der er auch Regie führte. Den autobiografischen Film über einen jungen Mann, der Traum und Realität nicht auseinanderhalten kann und in seiner Nachbarin die Liebe findet, drehte er in seinem Heimatland Frankreich. Gondry führte Regie beim 3D-Film The Green Hornet (2011), einer Comicverfilmung mit Seth Rogen, Jay Chou, Cameron Diaz und Christoph Waltz. Im selben Jahr leitet er die Jury des Kurzfilmwettbewerbs und Reihe Cinéfondation der 64. Filmfestspiele von Cannes.
2013 drehte Gondry das Fantasy-Drama Der Schaum der Tage, das auf dem gleichnamigen Roman von Boris Vian basiert. Im gleichen Jahr erschien Is the Man Who Is Tall Happy? ein animierter Dokumentationsfilm über Noam Chomsky.
Gondry war Mitglied der Jury der Internationalen Filmfestspiele Berlin 2014.
2018 wurde er in die Academy of Motion Picture Arts and Sciences berufen, die jährlich die Oscars vergibt. Im Jahr 2023 stellte Gondry den französischsprachigen Spielfilm Le livre des solutions fertig, der eine Einladung in die Nebensektion Quinzaine des cinéastes des 76. Filmfestivals von Cannes erhielt.
Sein Film Maya, donne-moi un titre erhielt bei den Internationalen Filmfestspiele Berlin 2025 den Gläsernen Bären der Jugendjury in der Sektion Kplus. Der Film besteht aus lustigen Episoden im Stop-Motion-Stil, die er für seine Tochter jahrelang animierte.

## Stil
Eines seiner Markenzeichen bei Musikvideos ist die spielerische, aber dennoch präzise Synchronisation von Bewegungsabläufen im Video mit musikalischen Elementen. Herausragende Beispiele hierfür sind die Videos Around the World (Daft Punk), The Hardest Button to Button (White Stripes) sowie Star Guitar (Chemical Brothers).
Diese spielerisch präzise Herangehensweise sieht im Falle von Around the World so aus, dass auf einer Bühnenkonstruktion verschiedene Gruppen von Personen bei jedem Einsatz ihres Tons eine bestimmte, zur Musik passende, Bewegung ausführen.
In The Hardest Button to Button zeigt sich die Synchronisation von Bewegungen zur Musik dadurch, dass sich die Bühnenausstattung der beiden Musiker im Rhythmus der Musik auf- und abbaut und sich musterförmig über Straßen, U-Bahnzüge und Wiesen fortbewegt.
Star Guitar wiederum besteht aus einer einzigen Kameraeinstellung: dem Blick aus dem Zugfenster, vor dem die Landschaft vorbeizieht. Jedes hierbei auftauchende Landschaftselement, seien es Bäume, Bahnmasten oder vorbeifahrende Züge, ist tricktechnisch so manipuliert, dass es genau dem Rhythmus der Musik entspricht und jeweils einem bestimmten musikalischen Element zugewiesen werden kann.
Ein anderes Beispiel für Gondrys Einfallsreichtum ist das Video zu Everlong (Foo Fighters), das die wiederkehrende Tagtraum-Fantasie Gondrys in spielerischer Art und Weise widerspiegelt.

## Musikvideos (Auswahl)
- 1993: Björk – Human Behaviour
- 1993: Donald Fagen – Snowbound
- 1994: Sinéad O’Connor – Fire on Babylon
- 1995: Björk – Army of Me
- 1995: Björk – Isobel
- 1995: IAM – Je danse le mia
- 1995: Massive Attack – Protection
- 1995: Rolling Stones – Like a Rolling Stone
- 1996: Cibo Matto – Sugar Water
- 1996: Björk – Hyperballad
- 1997: Björk – Jóga
- 1997: Björk – Bachelorette
- 1997: Daft Punk – Around the World
- 1997: Foo Fighters – Everlong
- 1997: Beck – Deadweight
- 1998: Wyclef Jean featuring Canibus and Free – Another One Bites the Dust
- 1998: Stardust – Music Sounds Better with You
- 1998: Rolling Stones – Gimme Shelter
- 1999: Chemical Brothers – Let Forever Be
- 2001: Radiohead – Knives Out
- 2001: Chemical Brothers – Star Guitar
- 2002: The White Stripes – Fell in Love with a Girl
- 2002: The White Stripes – Dead Leaves and the Dirty Ground
- 2002: Kylie Minogue – Come into My World
- 2003: The White Stripes – The Hardest Button to Button
- 2005: The White Stripes – The Denial Twist
- 2006: Beck – Cell Phone’s Dead
- 2007: Paul McCartney – Dance Tonight
- 2014: Metronomy – Love Letters
- 2015: The Chemical Brothers – Go

## Filme und Serien (Auswahl)
- 2001: Human Nature – Die Krone der Schöpfung (Human Nature)
- 2004: Vergiss mein nicht! (Eternal Sunshine of the Spotless Mind)
- 2005: Block Party
- 2006: Science of Sleep – Anleitung zum Träumen (La Science des rêves)
- 2008: Abgedreht (Be Kind Rewind)
- 2008: Interior Design (Teil des Episodenfilms Tokyo!)
- 2009: The Thorn in the Heart
- 2011: The Green Hornet
- 2012: The We and the I
- 2013: Der Schaum der Tage (L’écume des jours)
- 2013: Is the Man Who Is Tall Happy?
- 2015: Mikro & Sprit (Microbe et Gasoil)
- 2018: Kidding (Dramedyserie)
- 2023: Le livre des solutions
- 2024: Maya, donne-moi un titre

## Auszeichnungen (Auswahl)
- 1999: Internationale Kurzfilmtage Oberhausen FICC-Preis für La Lettre
- 2004: Writers Guild of America Awards WGA Award für das beste Originaldrehbuch zu Vergiss mein nicht!
- 2005: Oscar für das beste Originaldrehbuch zu Vergiss mein nicht!
- 2025: Gläserner Bär der Jugendjury in der Kategorie Kplus

## Dokumentarfilm
- 2003: The Work of Director Michel Gondry – A Collection of Music Videos, Short Films, Documentaries and Stories (US: Gold)[7]
- 2023: Michel Gondry – Do It Yourself! von François Nemeta für Arte, Frankreich 2023[8]